# Primär immunbrist
Primär immunbrist innebär ett fel eller en brist i immunsystemet vilket gör att kroppen inte kan försvara sig mot t ex bakterier, virus, svamp och parasiter på effektivt sätt och personer drabbas därmed lättare av återkommande och långdragna i vissa fall livshotande infektioner. Primär immunbrist är inte enbart infektioner, hos cirka hälften av alla som har primär immunbrist förekommer även autoimmunitet/inflammationer, allergier och cancer. Främst hos de som utöver brist eller dålig funktion av B-lymfocyterna också har dåligt fungerande T-lymfocyter, det vill säga har en kombinerad immundefekt.
Primära immunbristsjukdomar är medfödda och kan visa sig redan vid födseln eller bryta ut senare i livet. Svårighetsgraden varierar. Upprepade och ofta svåra infektioner med vanliga smittämnen och infektioner med ovanliga smittämnen kännetecknar primär immunbrist. Hos barn kan även dålig tillväxt och bristande trivsel vara tecken på primär immunbrist. Sjukdomarna är kroniska och livslånga, med enstaka undantag, men de flesta personer med primär immunbrist kan få lindring med rätt behandling. Screening för SCID ingår via PKU-provet sedan 5 augusti 2019.
I nuläget känner man till drygt 400 olika primära immunbrister. Några visas nedan:
- Autoimmunt lymfoproliferativt syndrom (ALPS)[5]

- Brutons agammaglobulinemi (XLA)[6]

- Ektodermal dysplasi med immunbrist[7]
- Hyper-IgM-syndromet[8]
- Hyper-IgE-syndromet
- IgG-subklassbrist
- IPEX-liknande syndrom[9]
- Kombinerad immunbrist
- Komplementbrist
- Kronisk granulomatös sjukdom (CGD)[10]
- Kronisk mukokutan candidasis
- Medfödda neutropenier (däribland Kostmanns sjukdom)[11]
- PASLI
- Selektiv IgA-brist
- Shwachmans syndrom[12]
- Svår kombinerad immunbrist (SCID)[13]
- Variabel immunbrist (CVID)[14]
- WHIM-syndromet[15]
- Wiskott-Aldrichs syndrom[16]

År 2019 uppskattades det att 40 000 personer i Sverige beräknas ha någon avvikelse i sitt immunsystem, varav omkring 5 000 skulle behöva behandling. År 2019 hade ca 3 000 personer fått diagnos.